# Raumfahrtzentrum Fucino
Koordinaten: 41° 58′ 44″ N, 13° 36′ 7″ O
Das Raumfahrtzentrum Fucino ist eine Satellitenbodenstation bei Avezzano in Italien. Sie wird vom italienischen Unternehmen Telespazio betrieben und gilt als das größte zivile Raumfahrtzentrum der Welt.

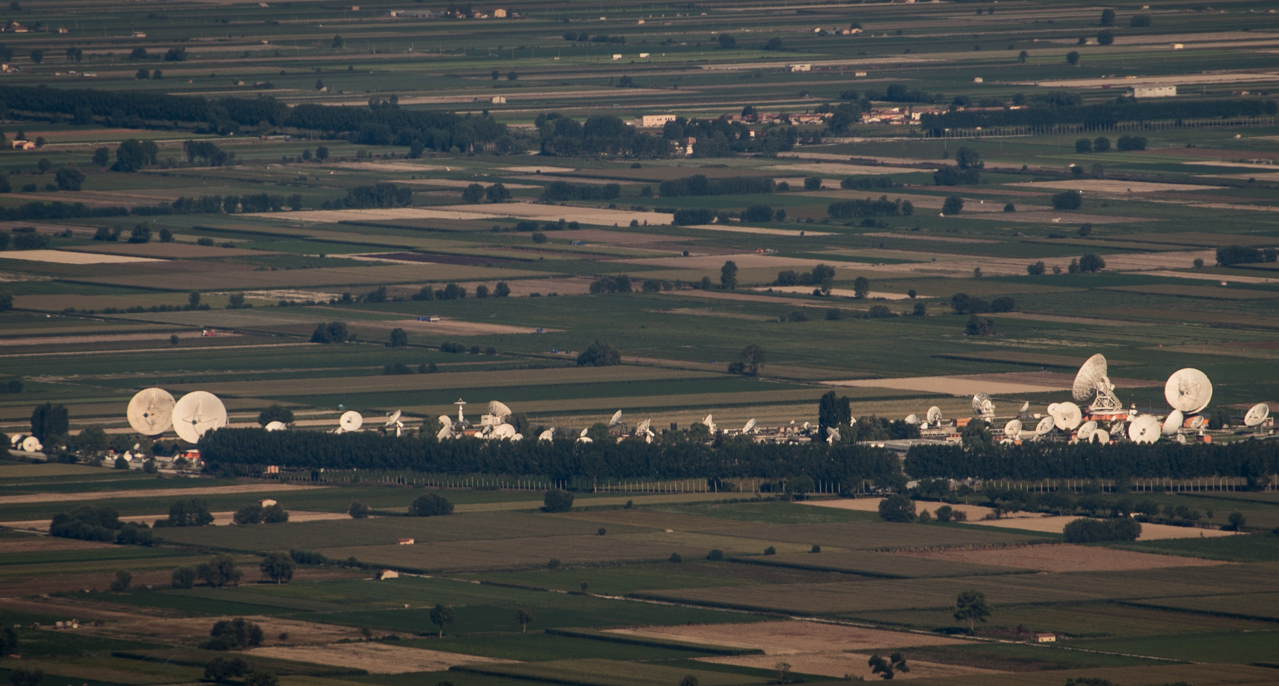
Raumfahrtzentrum Fucino

Die erste Antenne wurde 1962 in Fucino errichtet, die ersten Testverbindungen erfolgten über die Satelliten Telstar und Relay 1. Mit Verbindungen über Intelsat I (Early Bird) ging die Station 1965 in den kommerziellen Betrieb.
Auf einem Gelände von 0,37 km² befanden sich im Jahr 2020 90 Satellitenantennen und 14 Kontrollräume. Damals wurden die beiden Eutelsat-Satelliten Eutelsat 13A und Eutelsat 13B von Fucino aus gesteuert, außerdem der Satellit Intelsat 9 und die vier Satelliten des Programms COSMO-Skymed.
Am 20. Dezember 2010 wurde in Fucino das Galileo Control Center in Betrieb genommen, eine der beiden Bodenstationen, von denen aus das europäische Navigationssystem Galileo gesteuert wird. Die andere befindet sich im Galileo Control Center (GCC) Oberpfaffenhofen.
Stand 2021 sind auf dem Gelände 170 Satellitenantennen installiert und es werden 250 Mitarbeiter beschäftigt.